# Birkat Al Mouz
 (octobre 2022).
La mise en forme du texte ne suit pas les recommandations de Wikipédia : il faut le « wikifier ».
Les points d'amélioration suivants sont les cas les plus fréquents :
- Les titres sont pré-formatés par le logiciel. Ils ne sont ni en capitales, ni en gras.
- Le texte ne doit pas être écrit en capitales (les noms de famille non plus), ni en gras, ni en italique, ni en « petit »…
- Le gras n'est utilisé que pour surligner le titre de l'article dans l'introduction, une seule fois.
- L'italique est rarement utilisé : mots en langue étrangère, titres d'œuvres, noms de bateaux, etc.
- Les citations ne sont pas en italique mais en corps de texte normal. Elles sont entourées par des guillemets français : « et ».
- Les listes à puces sont à éviter, des paragraphes rédigés étant largement préférés. Les tableaux sont à réserver à la présentation de données structurées (résultats, etc.).
- Les appels de note de bas de page (petits chiffres en exposant, introduits par l'outil «  Source ») sont à placer entre la fin de phrase et le point final[comme ça].
- Les liens internes (vers d'autres articles de Wikipédia) sont à choisir avec parcimonie. Créez des liens vers des articles approfondissant le sujet. Les termes génériques sans rapport avec le sujet sont à éviter, ainsi que les répétitions de liens vers un même terme.
- Les liens externes sont à placer uniquement dans une section « Liens externes », à la fin de l'article. Ces liens sont à choisir avec parcimonie suivant les règles définies. Si un lien sert de source à l'article, son insertion dans le texte est à faire par les notes de bas de page.
- La présentation des références doit suivre les conventions bibliographiques. Il est recommandé d'utiliser les modèles {{Ouvrage}}, {{Chapitre}}, {{Article}}, {{Lien web}} et/ou {{Bibliographie}}. Le mode d'édition visuel peut mettre en forme automatiquement les références.
- Insérer une infobox (cadre d'informations à droite) n'est pas obligatoire pour parachever la mise en page.

Pour une aide détaillée, merci de consulter Aide:Wikification.
Si vous pensez que ces points ont été résolus, vous pouvez retirer ce bandeau et améliorer la mise en forme d'un autre article.
Birkat Al Mouz (en arabe بركة الموز) est un village de la région Ad-Dakhilyia dans le sultanat d'Oman.   
Situé près de la ville de Nizwa, le village de Birkat Al Mouz est la porte d'entrée de l'unique route menant à la montagne Jebel Akhdar.
Dans Le Désert des Déserts, Wilfred Thesiger veut explorer Jebel Akhdar mais l'accès lui en est interdit par l'homme qui règne sur le village : "Après de nombreuses discussions, il me promit de me faire traverser le pays jusqu'à Birkat al Mouz, où résidait Sulaiman bin Hamyar, le seul homme à pouvoir m'emmener dans le Jabal al-Akhdar." La suite du récit de Thesiger montre que dans les années 1950 le maître de Birkat Al Mouz est autonome du Sultan, et qu'il règne sur l'ensemble des montagnes.   
Il s'agit donc d'un endroit stratégique dans l'histoire d'Oman, et cela se voit encore aujourd'hui, dans les nombreuses tours de guet en pierre et en terre parsemées sur les collines environnant l'oasis et dans les villages à flanc de coteau.  
Birkat Al Mouz, dont le nom signifie "piscine de bananes", est une ancienne commune agricole où l'on continue de cultiver des dattes dans une importante palmeraie. Cette oasis est irriguée par un système d'irrigation traditionnel appelé Falaj Al-Khatmain, classé au Patrimoine mondial de l'UNESCO. Ses villages en ruine, ses mosquées ibadites et sa palmeraie encaissée lui ont valu d'être nommé par certains écrivains « l'oasis spirituelle du sultanat d'Oman ». 
Birkat Al Mouz est aussi le site du campus initial de l'Université de Nizwa, et d'un fort restauré du nom de Bait Rydaidah.  